# Bonnevaux-le-Prieuré
Bonnevaux-le-Prieuré är en kommun i departementet Doubs i regionen Bourgogne-Franche-Comté i östra Frankrike. Kommunen ligger i kantonen Ornans som tillhör arrondissementet Besançon. År 2018 hade Bonnevaux-le-Prieuré 118 invånare.

## Befolkningsutveckling
Antalet invånare i kommunen Bonnevaux-le-Prieuré
Referens:INSEE